# Berta Schlüter
Berta Schlüter (* 20. Jahrhundert; † 20. Jahrhundert) war eine deutsche Wasserspringerin. Sie war zweifache deutsche Vizemeisterin im Kunstspringen und Gewinnerin der Bronzemedaille bei den Schwimmeuropameisterschaften 1931.

## Leben und sportliche Karriere
Berta Schlüter trainierte beim Schwimmverein VfvS München (Verein für volkstümliches Schwimmen).
Im August 1930 wurde Schlüter bei den 39. Deutschen Meisterschaften im Wasserspringen in München erstmals Deutsche Vizemeisterin im Kunstspringen (3 m) hinter Olga Jordan. Bei den 40. Deutschen Meisterschaften in Königsberg wurde sie Anfang August 1931 Dritte, wiederum hinter Jordan und der Vizemeisterin Elsa Schaffstedt aus Köln. Wenige Wochen später startete Schlüter bei den Schwimmeuropameisterschaften 1931 in Paris und gewann hinter Jordan und der Österreicherin Madi Epply mit 62,94 Punkten die Bronzemedaille im Kunstspringen vom 3-m-Brett.
Bei den 41. Deutschen Meisterschaften im Wasserspringen, die am 2. und 3. Juli 1932 in Dresden stattfanden, wurde Schlüter erneut deutsche Vizemeisterin im Kunstspringen hinter Olga Jordan, und bei den 42. Deutschen Meisterschaften im August 1933 in Weimar genau wie bereits zwei Jahre zuvor wieder Dritte hinter Jordan und Schaffstedt.
Über den weiteren Lebensweg der Sportlerin ist nichts bekannt.